# Les Dents du tigre (Arsène Lupin)
Pour les articles homonymes, voir Les Dents du tigre.
Les Dents du tigre est un roman policier de Maurice Leblanc mettant en scène les aventures d'Arsène Lupin, gentleman-cambrioleur. 
Écrit en 1914, le roman paraît pour la première dans une traduction anglaise de Teixeira de Mattos la même année aux éditions Doubleday, avant d'être prépublié en français en feuilleton à partir du 31 août 1920 dans la revue Le Journal. 

## Historique
L'histoire des Dents du tigre a été écrite par Maurice Leblanc avant la Première Guerre mondiale en 1914. Sa traduction en langue anglaise a été publiée en 1914 par la maison d'édition américaine Doubleday.
La version originale en langue française connaît une prépublication en feuilleton dans la revue Le Journal du 31 août au 31 octobre 1920.
Le roman paraît en librairie aux éditions Pierre Lafitte en juin 1921 en deux volumes : Don Luis Perenna et Le Secret de Florence. Ces œuvres furent rassemblées ensuite en une seule : Les Dents du tigre. Dans la première version, Lupin prenait sa retraite à la fin de cette aventure.
Il relate le combat d'Arsène Lupin, en tant que Don Luis Perenna, contre un ennemi sournois et manipulateur qui n'agit que par procuration en captivant ses victimes, afin de s'attribuer un héritage de 200 millions.

## Résumé
Chronologiquement, cette histoire fait suite à 813 où Lupin disparaissait juste avant la Première Guerre mondiale, dans l'anonymat de la Légion étrangère, après deux tentatives de suicide. Alors que tout le monde croit Arsène Lupin mort, il réapparaît donc après la guerre, sous les traits de Don Luis Perenna.
Les Dents du tigre font partie de cette veine d'ouvrages où Lupin n'est plus un maître infaillible se jouant de ses ennemis, mais un homme avec ses faiblesses. Cela rend sa force de caractère plus impressionnante et permet d'humaniser le personnage.